# 板倉重宗
板倉 重宗（いたくら しげむね）は、江戸時代前期の譜代大名で下総関宿藩の初代藩主。京都所司代。板倉家宗家2代。父は板倉勝重、母は粟生永勝の娘。弟に重昌、重大がいる。

## 生涯

### 京都所司代就任
板倉勝重の長男として駿府で生まれる。永井尚政や井上正就と共に徳川秀忠に近侍した（同時期の小姓組番頭は他に水野忠元、大久保教隆、成瀬正武、日下部正冬）。慶長5年（1600年）の関ヶ原の戦いでは秀忠に従い出陣。慶長10年（1605年）の徳川家康・秀忠父子の上洛に従い、秀忠の江戸幕府2代将軍就任に伴って重宗も従五位下・周防守に叙任された。大坂の陣では冬・夏の両陣に出陣し、小姓組番頭の職にあって家康・秀忠の間で連絡役を務めた。戦後、書院番頭に任命されて6000石を与えられた。
元和6年（1620年）に父の推挙により京都所司代となり、2万7000石を与えられた。前年の元和5年（1619年）に秀忠の娘和子（後の東福門院）が後水尾天皇の女御として入内する話があったが、典侍・四辻与津子の皇女出産に絡んだ入内延期および秀忠の公家処罰（およつ御寮人事件）で天皇が態度を硬化させると、父や藤堂高虎と共に周旋に動き、入内は元和6年6月に決定し処罰された公家も赦免、和子の入内に供奉した。

### 天皇と幕府の間を交渉
元和9年（1623年）11月19日に従四位下に昇位し、12月23日に侍従に任官される。前後して、同年9月に天皇の叔父の八条宮智仁親王が嫡男の若宮（後の八条宮智忠親王）を天皇の猶子に願い出た時、猶子に慎重な和子の発言を武家伝奏から伝えられ、秀忠と相談すべきと返答した。また12月21日に和子が出産した皇女・女一宮興子内親王（後の明正天皇）が父方の祖母中和門院の御所へ渡御した際、弟の重大と共に供奉した。寛永元年（1624年）4月に父が死去すると、その遺領を弟の重昌と共に分割して相続し、重宗は1万860石を継いで合計3万8000石となった。
同年に和子が中宮に冊立される予定が立てられると、幕府の老中土井利勝・永井尚政・井上正就から老中奉書で調度品や大名からの進物についての指示を受けた（11月28日に中宮冊立）。寛永3年（1626年）に3代将軍徳川家光の参内に従い、二条城で天皇の行幸の礼式を利勝・尚政・正就らと相談した。同年11月13日に和子が高仁親王を出産すると単騎で御所に駆けつけ祝意を表したが、寛永5年（1628年）6月に親王は夭折した。同年の紫衣事件に際して、大徳寺住持沢庵宗彭ら強硬派から抗弁書を提出されたが、妙心寺と相談して事態収拾を図った。
寛永6年（1629年）7月、幕府は沢庵らを流罪に処し、9月に上洛した家光の乳母福が強引に参内資格を整え、10月に春日局の名で天皇に対面した。これらの出来事への不満などで天皇は興子内親王への譲位を画策、幕府に内密で準備を進め11月8日に譲位した。何も知らされていなかった重宗は「言語道断」と怒りながらも、江戸へ飛脚を派遣して連絡を待つ一方、武家伝奏中院通村と土御門泰重に譲位の内情を訪ね、12月27日に江戸の秀忠から譲位を容認する「叡慮次第」との返事が朝廷に伝えられると、翌寛永7年（1630年）に幕府から召還され1月26日に京都を発ち、江戸へ下向した。江戸で秀忠から明正天皇即位に関して15ヶ条からなる指示を与えられ、即位は従来通りとする一方、幼少かつ女性天皇のため摂家へ合議制を求める内容を伝えられ、8月2日に帰京した後は9月12日の即位の儀で警固を担当した後、即位を見届けるため上洛した老中土井利勝・酒井忠世と金地院崇伝と合流、中院通村に譲位の責任を取らせて武家伝奏を更迭させた。以後幕府が推進する形で朝廷は摂家衆が中心として運営していった。
寛永10年（1633年）4月21日には1万2000石を加増されて合計5万石となる。翌寛永11年（1634年）7月の家光の上洛に供奉、後水尾上皇の院政を認める家光の意向を伝える使者の1人として上皇の仙洞御所へ派遣された（他に利勝・忠世と大老井伊直孝も含む）。寛永12年（1635年）9月16日に明正天皇が上皇の御所に行幸（朝覲行幸とされる）した時に供奉したが、寛永14年（1637年）12月に上皇は天皇が15歳で成人を迎える段階になったことを理由に、摂政二条康道を関白にして（復辟）天皇が政務を行うことを指示、上皇から関白の任命で内談を受けると、幕府に相談すべきと主張し家光が病気であることを理由に断った。来年春に再度伝えるよう答えたが、復辟は行われず天皇が政務を行うこともなかった。

### 島原の乱と京都の裁判を手掛ける
寛永14年に島原の乱が起こり、報告を受け取ると幕府の指示を仰がず大坂城代阿部正次と図り、11月6日に九州諸大名にキリシタンが有馬に入らないように監視を命令、3日後の9日では各々の領内でキリシタンの蜂起があれば幕府の命令を待たず誅伐すべきことを指示した。しかし幕府の命令無しの軍事力行使を禁じた武家諸法度は原則遵守であり、諸大名は幕府の命令を帯びた上使の到着まで自力で一揆と対峙しなければならなかった。一方、上使に選ばれた重昌は九州へ下向し一揆を鎮圧しようとしたが、翌寛永15年（1638年）に総攻撃に失敗して戦死した。
寛永20年（1643年）10月3日に明正天皇が異母弟の紹仁親王に譲位（後光明天皇）、21日の即位の儀を老中酒井忠勝・松平信綱と共に見届けた。家光の嫡男・徳川家綱が生まれると正保元年（1644年）にその元服・官位について朝廷と交渉した。翌正保2年（1645年）にはその功績により従四位上・右少将に昇位・任官された。
かたや、裁判史料『公事留帳』では文化人の相続争いで裁許を下し、当事者間の話し合いによって解決させる内済を勧めたことが記事に掲載されている。慶安2年（1649年）8月6日の記事は連歌師里村玄陳（里村紹巴の孫）が北野休好という人物から慶立という女性の屋敷を押領していると訴えられた裁判で、玄陳は慶立が自分の妻に遺産を譲ることを譲状に書き残したと反論、重宗は譲状や慶立が周囲の人々に伝えていたことを根拠に玄陳の主張を認めた。
また、慶安2年9月25日の記事に京狩野絵師狩野山雪の裁判が載っている。九条幸家の絵師として順調に仕事をこなし法橋に叙せられた山雪だが、義弟の狩野伊織（狩野山楽の実子で山雪の妻竹の弟）が山雪名義で借金をして返せなかったため、借主の木屋太郎左衛門から訴えられ、前年の慶安元年（1648年）5月7日の裁許で伊織は揚屋に留置された。だが慶安2年9月25日に再度行われた裁判で、縁座（親族の連座）を適用すべきと考えた重宗の判断で、山雪が伊織と入れ替わりで揚屋に留置された。こうした山雪の苦難に幸家が救いの手を差し伸べ、詳しい時期は不明だが慶安年間に山雪は釈放されたという。
慶安5年（承応元年・1652年）8月12日の記事は狩野派（江戸狩野）絵師狩野甚之丞の遺産相続争いについて掲載されている。甚之丞亡き後は後家と弟子の狩野宝仙が甚之丞の諸道具と家を巡り争い、慶安2年7月23日に1度裁許が出たにも関わらず内済にならず、慶安5年に宝仙が後家を訴えて8月12日に重宗が判断を下した。この裁判では甚之丞の叔父で彼の遺産分配に関わっている狩野長信に事情を訪ね、判明するまで宝仙を揚屋に留置することにした。慶安2年にも甚之丞の遺産相続争いがあったことが『公事留帳』慶安2年7月23日の記事で確認されており、この時は内済にならず慶安5年8月12日に再度争いが持ち込まれたことが明らかになっている。
寛永5年に亡くなったとされる甚之丞には子供が3人いたが、娘は同族の狩野尚信に嫁ぎ、長男左門は父と同時に死去、次男岩光が家を継いだが寛永8年（1631年）に亡くなったという。このため長信の次男数馬（征信）が養子となって甚之丞の名を継いだが、寛永19年（1642年）以降に彼も21歳で死去したとされる。相続人がいなくなった甚之丞家の処置は長信が指示を出し「甚之丞の家を維持することが出来る者を置くように」と伝え、狩野派一門からも「後家が1代だけ甚之丞の家に留まるように」との指示が下ったため、後家は甚之丞の家に住んだが売ろうとしたため反対した狩野宝仙に訴えられたことが『公事留帳』の慶安2年7月23日と慶安5年8月12日の記事を合わせて確認された事情である。
慶安2年7月23日に下った裁許は後家と宝仙の内済を促す内容だが、後家は宝仙に甚之丞の家から立ち退くように言われても拒否、内済はならず宝仙が後家を再度訴えた。慶安5年8月12日の裁許は後家を追い出そうとした宝仙が不当との判断から、内済の障害になると考えた重宗は宝仙を揚屋に留置、長信から数馬が持参していた甚之丞の諸道具についての考えを確認して従うべきと裁許した。遺産相続争いの結末は不明だが、関係者の1人である長信が裁判の翌年になる承応2年（1653年）に作品『山水図』を描いていることから、遺産相続争いは内済で収まったと推測される。

### 承応の鬩牆と皇位継承問題に対応
慶安4年（1651年）5月6日に後水尾上皇が突如出家、理由として出家前の4月に白河への御幸を希望した上皇に対し、家光の死から日が浅いことを理由に重宗が供奉を渋り御幸中止になったことが挙げられるが、仏教へ傾いた上皇が幕府の反対を恐れ、家光の死を契機に出家へ踏み切ったともされる。
承応2年、西本願寺で教義論争（承応の鬩牆）が発生、当初の論争が西本願寺と興正寺の確執に発展すると、翌承応3年（1654年）7月から9月まで、西本願寺宗主（法主）良如と姻戚関係にある九条幸家・二条康道父子、調停を試みた幕府の意向で派遣された禁中作事奉行永井尚政・寺社奉行松平勝隆らと共に和睦を図ったがことごとく失敗、11月に良如と興正寺門主准秀に江戸下向を申し渡した。両者はすぐに下向しなかったが、翌承応4年（1655年）4月から5月にかけて江戸へ下向、7月に准秀らの逼塞と西本願寺学寮の破却処分で論争は終息した。東本願寺法主宣如が論争中に西本願寺から東本願寺へ改派を図る門末への対処に関する報告を重宗に出した文書があり、論争が解決するまで門末の改派を留保するよう申し入れた幕府の求めを、宣如が承知したことを重宗に伝えた内容になっている。年代は不明だが上限は宣如が退隠した承応2年、下限は重宗が京都を離れた承応4年とされる。
承応の鬩牆が続いていた時期の承応3年9月20日、後光明天皇が急死した。直ちに後水尾法皇の御所で二条康道と息子の関白二条光平、天皇の側近勧修寺経広・三条西実教・持明院基定、武家伝奏清閑寺共房・野宮定逸らと対応を協議、天皇の異母弟の高貴宮（後の霊元天皇）を養子にすること、幼い高貴宮が成長するまで中継ぎとして天皇のもう1人の異母弟かつ高貴宮の異母兄良仁親王が即位することを合意した（後西天皇）。

### 晩年

板倉重宗の墓（西尾市長圓寺）

承応3年12月6日、34年にわたって在職した所司代職を遂に退任した。しかし重宗の影響力は絶大で、翌承応4年11月15日まで次代の牧野親成を補佐して京都に留まった。その後は家綱の補佐、徳川家の宿老として江戸で幕政に参与し、保科正之や井伊直孝ら大老と同格の発言力を持っていたという。
明暦2年（1656年）8月5日、下総関宿5万石を与えられて藩主となった。しかし高齢もあって11月に病に倒れ、幕府から医師の派遣を受けるも12月1日（1657年1月15日）に関宿で死去した。享年71。
翌明暦3年（1657年）3月23日に嫡男の重郷が関宿を継いで奏者番・寺社奉行を務めたが寛文元年（1661年）に辞職して死去、子孫は伊勢亀山藩、志摩鳥羽藩、再度伊勢亀山藩へ転封された末に備中松山藩主として明治維新を迎えた。次男の重形も寛文元年に重郷から領地を分け与えられ1万石の大名となり、延宝9年（天和元年・1681年）5月21日に1万5000石の上野安中藩主に入封、こちらの子孫も陸奥泉藩、遠江相良藩と転封して安中藩へ戻り明治維新を迎えた。

## 人物・史料
寛永文化を代表する文化人本阿弥光悦は父の代からの縁があり（父が家康に光悦の移住先提供を進言、鷹峯に決まったという）、重宗も光悦と交流が深く、たびたび彼の意見を求めていた。寛永2年（1625年）に本阿弥本家の当主本阿弥光室が死亡した際、分家の光悦が秀忠へ奉公を誓うことを仲介したことにより、光室の息子又三郎（本阿弥光温）の相続が秀忠に許可され、本阿弥家と板倉氏の結びつきは非常に強くなった。光悦と同様に交流が深い松永貞徳・尺五父子や安楽庵策伝も庇護下に置き文化活動を支援、彼等から政治の意見を求めたりすることもあった。光悦の著作『本阿弥行状記』で重宗に忠告を与えた様子が書かれたこと、貞徳から『延陀丸おとし文』を、策伝から『醒睡笑』を奉呈されたことはその表れで、徳川家康礼賛や身分制度を擁護する論調も書き記す光悦らの姿勢からは、体制擁護の理論的支柱として積極的に支援・保護した勝重・重宗父子の活動、および幕府権力と寛永期知識人の密接な結びつきが浮かび上がっている。
狩野派の活動を裏で支える行動も見られ、寛永3年の二条城改築に先立つ寛永2年（1625年）に大工頭中井正侶に宛てた書状で、行幸を迎えるため二条城を晴れがましくすることを命じる幕府の意向を伝えているが、二の丸御殿大広間障壁画について制作を担当する狩野探幽や作事奉行小堀政一と話し合い、探幽が提案した巨木表現を採用したと推測されている。また探幽とその工房が寛永13年から16年（1636年 - 1639年）の3年をかけて制作、寛永17年（1640年）に日光東照宮へ奉納した『東照宮縁起絵巻』について、寛永13年に絵巻の参考にする清凉寺伝来の『釈迦堂縁起絵巻』『融通念仏縁起絵巻』2巻を江戸へもたらすことを命じた幕府の要請を清凉寺へ伝え、2巻を江戸へ届けさせた。後水尾上皇へ詞書執筆を説得したり、酒井忠勝や天海と連絡を取り合い奔走したことも確認されている。承応4年の内裏再建に伴う狩野派の障壁画制作についても、相国寺へ塔頭を探幽と弟の狩野安信を始めとする狩野派工房の寄宿仕事場（絵所）にしたいと要請、応諾させた。ただし相国寺にとって行事に支障が出るこの申し出は迷惑だったらしく、重宗死後の寛文2年（1662年）に再び内裏障壁画制作による絵所を要請された時は断っている。
重宗に関する裁判史料は『公事留帳』、京都所司代を務めた父勝重と重宗、および甥の板倉重矩が関わったとされる裁判説話は『板倉政要』の巻六から巻十に掲載されている。『公事留帳』は美術史学者土居次義が調査ノートに表紙の写真を貼っていたのを山下善也が発見し、平成25年（2013年）に京都国立博物館で企画・開催した特別展覧会『狩野山楽・山雪』で紹介、慶安2年9月25日の記事に狩野山雪が金銭トラブルで揚屋に入れられたことが詳しく紹介された。また五十嵐公一は『公事留帳』に興味を抱き、狩野甚之丞の没後の遺産相続争いに関する裁判に注目、里村玄陳の遺産相続に関わる裁判も取り上げている。
『公事留帳』は出入筋（公事＝民事訴訟）の史料であり3冊が現存、慶安2年7月から慶安4年9月までの1冊は個人蔵である。慶安5年5月から承応元年10月までの1冊と、承応元年10月から承応2年10月9月までの1冊も個人蔵だが、この2冊は国文学研究資料館寄託となっている。また、慶安5年4月から翌承応2年3月まで京都所司代に提出された訴状（目安）の要点を記した史料『目安之留帳』、勝重・重宗父子が関わった吟味筋（吟味＝刑事裁判）の刑執行を雑色・籠奉行に命じた文書を纏めた『板倉籠屋証文』も江戸時代初期の京都の裁判を断片的にだが知る手掛かりとして貴重な史料である。
元和8年（1622年）および寛永6年に出された3つの法令21ヶ条を指した「板倉重宗二十一ヶ条」は『板倉政要』巻五に納められている。この法令は『板倉政要』の巻二と巻三に収録されている勝重の私的な備忘録「諸作法掟」と、彼や幕府が発給した触状を踏まえ、重宗が出した元和8年8月20日令の京都町触九ヶ条と11月13日令の七ヶ条、寛永6年10月18日の五ヶ条と合わせた二十一ヶ条で構成され、京都行政の基本条文として明治維新まで重視されていた。板倉重宗二十一ヶ条は親成が毎月2日開催を義務付けた町の寄合（二日寄合）で読み上げられ、京都町人の守るべき基本法として人口に膾炙する読み物となった。

## 逸話
- 父の勝重が重宗と弟の重昌に、ある訴訟の是非について答えよと言った。重昌はその場で返答したが、重宗は1日の猶予を求めたうえで翌日に弟と同じ結論を答えた。周りのものたちは重昌の方が器量が上だと評価したが、勝重は「重宗は重昌同様に結論を早く出していた、ただ慎重を期すためにあのような振る舞いをしただけであり、重宗のほうが器量が上である」と評したという（名将言行録）[48]。
- 京都所司代として訴訟の審理をする際は、目の前に「灯かり障子」を置き、傍らにはお茶を用意した。心を落ち着かせ、当事者の顔を見ないようにすることで（人相などによる）いらぬ先入観を持たないようにし、誤った判決をしないように心掛けたという[7][49]。
- 所司代として公務にあたって私心無く公平に処し、正直に決断することを常に心がけ、良臣として人々に広く高い評価を受けていたという（徳川実紀）[2]。
- 重宗は死刑の判決を下した罪人を常に呼び出し「明日に刑を執行するが、申し開きあれば申せ」と述べた。そして罪人が申し開いたことは死刑を延期して何日もかけて調べ、全て言い分が無くなってから刑を執行したという（名将言行録）[50]。
- 父から所司代に推挙されたとき、重宗は固辞したという。だが父と秀忠の強い薦めがあって断りきれず、父に「なぜこんな大任を」と述べた。勝重は笑いながら「爆火を子に払うため」と答えたという（責而話草）[48]。
- 重宗が所司代を退任した際、難しい訴訟をわざと5つほど判決せずに残し、それらについて自分の存念を書いたものを添えて後任の牧野親成に預けた。親成は重宗の添え書きに従ってその通りに裁いたが、京都の町衆は「周防守（重宗）さえ裁けなかったものを新任の人がすぐに裁いた」と褒め称え、それまで侮っていた親成を信頼したという（名将言行録）[50]。ただし親成は重宗が在任後期から始めた京都自治運営の規制を強化したため、後世に善政を施したと理想化された重宗と違い人口に膾炙しなかったとされている[51]。
- 京の油小路に賀部屋寿幸という貪欲な男がいた。200両の持参金で嫁を迎えたが、他に500両持参の話が持ち上がると離縁したくなった。しかし、持参金は返したくないので、家内一同と嫁の乳母を籠絡して狂言姦通を謀り、嫁の鼻を削いで不義の妻として実家に送り返した。実家の訴えを受けて重宗は乳母と下男を拷問にかけて白状させ、寿幸夫妻と乳母、下男など事件に関与した者を1人残らず「都の上・中・下を引き回し磔」にした。寿幸の財産は没収し、嫁に与えた[52]。
- 重宗が京都所司代の時、叡山松禅院で住僧が留守中に強盗が入り、寺宝什物を盗まれた。所司代に訴えたが犯人は不明だった。3年後、ある僧が坂本で泊まった時、その宿で出された夜着が緞子なので不審に思い、端を返すと紙札に寺名が記されていた。そこで所司代に訴え出て重宗が宿の主人を捕らえ拷問にかけたところ、17人が共謀して盗んだことを自白したため処刑された。名奉行でも拷問は必要だったということである[53]。
- 京都に鉈屋某という富豪がいた。ある罪で重宗に牢舎を申し付けられ、その子2人が父を救おうと江戸に訴願した。江戸幕府から老中の書状が届いたが、重宗は読まずに即刻鉈屋を処刑させた。書状の内容は「子が云うには父の罪科は死刑にするほどのものではない。もう一度吟味せよ」というものだった。重宗は老中に対し「京都の御政務のことは私に委ねられました。裁判のことについて京都を差し置いて江戸に訴え、江戸から指図があっては京都の法令は立ち難く、京都で難渋したことは江戸へ江戸へと下向されるのでは、とても私としては今後裁許できません。京都の成敗が不当とされるなら速やかに退任しましょう。他の者に御役を命ぜられますよう」と答えた。老中たちは驚き「そんな意味で本件に関与したのではない。だから、これからは京都のことは周防守（重宗）の心任せにせよ」と応じた。このことを聞いた松平勝隆は「鉈屋の子供は孝行しようとしてかえって不孝をした。父に代わって牢舎を願い出るのが誠の孝道だった。はるかに関東に下って訴願するなどは所司代を軽んずる行動であり、どうして周防守が許容するだろうか」と評した[54]。
- 茶の湯を古田織部に学んだ茶人でもあった（茶人系譜）。

## 子女
- 正室：成瀬正成の娘
  - 長女：鍋 - 本多利長室
  - 次女：坂 - 太田資宗正室
  - 三女：徳 - 遠藤慶利正室
  - 四女：安 - 内藤正勝正室
- 継室：戸田氏鉄の娘
  - 長男：重郷
  - 五女：長福 - 森川重政正室
  - 次男：重形 - 上野安中藩初代藩主
  - 六女：久 - 戸田氏鉄養女、松平光重正室
  - 七女：那珂 - 内藤忠政正室
  - 八女：慶 - 松平輝綱正室
  - 九女：美井 - 市橋政信正室
  - 十女：与津 - 松平典信正室
  - 十一女：鶴 - 松平輝綱継室
- 生母不明の子女
  - 十二女
  - 十三女

## 登場作品
- 風雲 柳生武芸帳（1985年）、演：溝田繁
- 葵 徳川三代（2000年、NHK大河ドラマ）、演：西田聖志郎